# アン・V・コーツ
アン・V・コーツ（Anne Voase Coates、1925年12月12日 - 2018年5月8日）は、イギリスの編集技師。アメリカ映画編集者協会（ACE）会員。
アン・V・コーテスとも日本語表記される。

## 経歴
イングランドサリー州ライギット出身。40年以上のキャリアを持ち、『アラビアのロレンス』（1962年）ではアカデミー編集賞を受賞。さらに『ベケット』（1963年）、『エレファント・マン』（1980年）、『ザ・シークレット・サービス』（1993年）、『アウト・オブ・サイト』（1998年）で再びノミネートされた。
2004年の興収上位250作品の中で女性の編集技師が占める割合は16％で、80％に至っては女性を全く起用していない。そのような業界の中でも、彼女は晩年に至るまで第一線で活躍し続けた。
2007年、英国映画テレビ芸術アカデミーの最高の栄誉である英国アカデミー賞フェローシップ賞を受賞した。
2018年5月8日、死去。

## 主な作品

### 編集
- アラビアのロレンス Lawrence of Arabia (1962)
- ベケット Becket (1964)
- 素晴らしきヒコーキ野郎 Those Magnificent Men in Their Flying Machines (1965)
- フレンズ〜ポールとミシェル Friends (1971)
- フォロー・ミー Follow Me! (1972)
- オリエント急行殺人事件 Murder on the Orient Express (1974)
- スカイエース Aces High (1976)
- 鷲は舞いおりた The Eagle has Landed (1977)
- レガシー The Legacy (1978)
- エレファント・マン The Elephant Man (1980)
- 武士道ブレード The Bushido Blade (1981) - スーパーバイザー（黒岩義民と共同編集）
- ラグタイム Ragtime (1981)
- グレイストーク -類人猿の王者- ターザンの伝説 Greystoke: The Legend of Tarzan, Lord of the Apes (1984)
- マスターズ/超空の覇者 Masters of the Universe (1987)
- 青春!ケンモント大学 Listen to me (1989)
- 戦場 Farewell to the King (1989)
- 殺したいほどアイ・ラブ・ユー I Love You to Death (1990)
- おつむて・ん・て・ん・クリニック What About Bob? (1991)
- チャーリー Chaplin (1992)
- ザ・シークレット・サービス In the Line of Fire (1993)
- コンゴ Congo (1995)
- 素顔のままで Striptease (1996)
- アウト・オブ・サイト Out of Sight (1998)
- エリン・ブロコビッチ Erin Brockovich (2000)
- スウィート・ノベンバー Sweet November (2001)
- 運命の女 Unfaithful (2002)
- テイキング・ライブス Taking Lives (2004)
- ライラの冒険 黄金の羅針盤 The Golden Compass (2007)
- 小さな命が呼ぶとき Extraordinary Measures (2010)
- フィフティ・シェイズ・オブ・グレイ Fifty Shades of Grey (2015)

### 製作
- 恐怖の魔力/メドゥーサ・タッチ The Medusa Touch (1978)

## 受賞歴

### アカデミー賞
受賞
- 1963年：編集賞『アラビアのロレンス』
- 2016年：名誉賞

ノミネート
- 1965年：編集賞『ベケット』
- 1981年：編集賞『エレファント・マン』
- 1994年：編集賞『ザ・シークレット・サービス』
- 1999年：編集賞『アウト・オブ・サイト』

### 英国アカデミー賞
受賞
- 2007年：フェローシップ賞[3]

ノミネート
- 1975年：編集賞『オリエント急行殺人事件』
- 1981年：編集賞『エレファント・マン』
- 1993年：編集賞『ザ・シークレット・サービス』
- 2001年：編集賞『エリン・ブロコビッチ』

### アメリカ映画編集者協会エディー賞
ノミネート
- 1963年：長編映画編集賞『アラビアのロレンス』
- 1965年：長編映画編集賞『ベケット』
- 1994年：長編映画編集賞『ザ・シークレット・サービス』
- 1999年：長編映画編集賞『アウト・オブ・サイト』